# Canton de Deuil-la-Barre
Le canton de Deuil-la-Barre est une circonscription électorale française du département du Val-d'Oise créée par le décret du 17 février 2014. Elle tient lieu de circonscription d'élection des conseillers départementaux et entre en vigueur lors des élections départementales de 2015.

## Histoire
Un nouveau découpage territorial du Val-d'Oise entre en vigueur à l'occasion des premières élections départementales suivant le décret du 17 février 2014. Les conseillers départementaux sont, à compter de ces élections, élus au scrutin majoritaire binominal mixte. Les électeurs de chaque canton élisent au Conseil départemental, nouvelle appellation du Conseil général, deux membres de sexe différent, qui se présentent en binôme de candidats. Les conseillers départementaux sont élus pour 6 ans au scrutin binominal majoritaire à deux tours, l'accès au second tour nécessitant 12,5 % des inscrits au 1er tour. En outre la totalité des conseillers départementaux est renouvelée. Ce nouveau mode de scrutin nécessite un redécoupage des cantons dont le nombre est divisé par deux avec arrondi à l'unité impaire supérieure si ce nombre n'est pas entier impair, assorti de conditions de seuils minimaux. Dans le Val-d'Oise, le nombre de cantons passe ainsi de 39 à 21.
Le nouveau canton de Deuil-la-Barre est formé de communes des anciens cantons de Enghien-les-Bains (2 communes), de Montmorency (1 commune) et d'Écouen (1 commune). Il est entièrement inclus dans l'arrondissement de Sarcelles. Le bureau centralisateur est situé à Deuil-la-Barre.

## Représentation
| Période élective | Période élective | Mandat | Mandat   | Identité       | Nuance | Nuance             | Qualité |
| ---------------- | ---------------- | ------ | -------- | -------------- | ------ | ------------------ | --- |
| 2015             | 2021             | 2015   | 2021     | Muriel Scolan  |        | DVD                | Professeur des lycées en retraite Maire de Deuil-la-Barre (2014 → ) 6e vice-présidente du conseil départemental déléguée au personnel, secrétaire questeur |
| 2015             | 2021             | 2015   | 2021     | Philippe Sueur |        | DVD                | Professeur des Facultés de Droit Ancien conseiller général du Canton d'Enghien-les-Bains (1994-2015), Maire d'Enghien-les-Bains (1989 → ) 1er vice-président du conseil départemental délégué à l'attractivité et au développement territorial, à l'emploi, et aux nouvelles technologies de l’information et de la communication |
| 2021             | 2028             | 2021   | en cours | Muriel Scolan  |        | Union de la droite | Professeur des lycées en retraite Maire de Deuil-la-Barre Vice-présidente de la CA Plaine Vallée (2016 → ) |
| 2021             | 2028             | 2021   | en cours | Philippe Sueur |        | Union de la droite | Professeur honoraire à la Faculté de droit de Paris XIII Maire d'Enghien-les-Bains (1989 → ) |

### Résultats détaillés

#### Élections de mars 2015
À l'issue du 1er tour des élections départementales de 2015, deux binômes sont en ballottage : Muriel Scolan et Philippe Sueur (Union de la Droite, 39,83 %) et Rémy Besançon et Pierrette Gracieux (FN, 22,94 %). Le taux de participation est de 36,8 % (13 533 votants sur 36 771 inscrits) contre 40,49 % au niveau départemental et 50,17 % au niveau national.
Au second tour, Muriel Scolan et Philippe Sueur (Union de la Droite) sont élus avec 75,3 % des suffrages exprimés et un taux de participation de 36,47 % (9 157 voix pour 13 411 votants et 36 771 inscrits).

#### Élections de juin 2021
Le premier tour des élections départementales de 2021 est marqué par un très faible taux de participation (33,26 % au niveau national). Dans le canton de Deuil-la-Barre, ce taux de participation est de 23,77 % (8 648 votants sur 36 375 inscrits) contre 26,57 % au niveau départemental. À l'issue de ce premier tour, deux binômes sont en ballottage : Muriel Scolan et Philippe Sueur (conseillers sortants, Union à droite, 33,44 %) et Célia Jousserand et Thierry Merel (Union à gauche avec des écologistes, 29,38 %).
Le second tour des élections est marqué une nouvelle fois par une abstention massive équivalente au premier tour. Les taux de participation sont de 34,36 % au niveau national, 28,57 % dans le département et 25,82 % dans le canton de Deuil-la-Barre. Muriel Scolan et Philippe Sueur (Union à droite) sont élus avec 59,02 % des suffrages exprimés (5 167 voix pour 9 361 votants et 36 250 inscrits),,,.

## Composition
Le nouveau canton de Deuil-la-Barre comprend quatre communes entières.
| Nom                                    | Code Insee | Intercommunalité | Superficie (km2) | Population (dernière pop. légale) | Densité (hab./km2) | Modifier                                    |
| -------------------------------------- | ---------- | ---------------- | ---------------- | --------------------------------- | ------------------ | ------------------------------------------- |
| Deuil-la-Barre (bureau centralisateur) | 95197      | CA Plaine Vallée | 3,76             | 22 903 (2022)                     | 6 091              | modifier les données · modifier les données |
| Groslay                                | 95288      | CA Plaine Vallée | 2,95             | 8 378 (2022)                      | 2 840              | modifier les données · modifier les données |
| Montmagny                              | 95427      | CA Plaine Vallée | 2,91             | 14 632 (2022)                     | 5 028              | modifier les données · modifier les données |
| Saint-Brice-sous-Forêt                 | 95539      | CA Plaine Vallée | 6,00             | 15 209 (2022)                     | 2 535              | modifier les données · modifier les données |
| Canton de Deuil-la-Barre               | 9506       |                  | 15,62            | 61 122 (2022)                     | 3 913              | modifier les données                        |

## Démographie
En 2022, le canton comptait 61 122 habitants, en évolution de +2,8 % par rapport à 2016 (Val-d'Oise : +4 %, France hors Mayotte : +2,11 %).
| 2013   | 2018   | 2022   |
| ------ | ------ | ------ |
| 58 994 | 59 730 | 61 122 |